# Il corsaro nero (film 1921)
Il corsaro nero è un film del 1921, diretto dal regista Vitale Di Stefano che componeva un ciclo di 5 pellicole tratte dalla serie I corsari delle Antille scritta da Emilio Salgari.

## Trama
A metà del XVII secolo, Emilio, signore di Valperta e Ventimiglia, dopo aver invano combattuto contro gli Spagnoli in Europa raggiunge i Caraibi alla ricerca del perfido Van Gould, un fiammingo uccisore a tradimento di suo fratello Enrico, e per questo premiato con il governatorato di Maracaibo. Dopo numerose peripezie, Emilio, attorniato dai seguaci che ha nel frattempo raccolto, assalta un galeone su cui viaggia la bionda Honorata. I due si innamorano. Segue l'assalto alla fortezza spagnola che viene conquistata. Ma poi Emilio scopre che Honorata è in realtà la figlia dell'odiato Van Gould e piangendo la abbandona in una scialuppa.

## Produzione
Il Corsaro Nero, tratto dall'omonimo romanzo salgariano, fu il primo film di una serie prodotta dalla "Rosa Film", a sua volta basata sul ciclo avventuroso I corsari delle Antille composto da 5 romanzi. Si trattò della prima trasposizione cinematografica mai realizzata di un'opera dello scrittore veronese, che da allora conobbe una grande fortuna sugli schermi. In questa occasione la direzione del ciclo venne affidata a Vitale De Stefano, che aveva esordito con compagnie teatrali dialettali piemontesi, per poi passare nel fiorente ambiente della cinematografia torinese negli anni precedenti la guerra. Dopo aver lavorato con la "Itala Film", la "Savoia Film" e la "Ambrosio", era arrivato alla notorietà con l'interpretazione di Massinissa nel Cabiria del 1914. Anche in questa occasione fu interprete, oltreché regista.
La "Rosa Film" era un'azienda di produzione cinematografica fondata a Milano nel 1916 da Alfredo de Rosa, nata proprio, con gli auspici dei figli di Salgari, per portare sugli schermi i racconti avventurosi ideati dalla fantasia dello scrittore. Tuttavia, solo nel 1920 gli ambiziosi progetti iniziali dell'azienda si tradussero nell'acquisizione del Parco Gorla, dove vennero costruiti alcuni "set" e fu solo in quell'anno che si dette il via alla lavorazione del primo film del ciclo, Il Corsaro nero per l'appunto.

Il parco Gorla di Milano nel 1920, in cui ebbe sede la casa produzione "Rosa film", e dove furono girate scene del ciclo salgariano

Nell'aprile 1921 una promozione della "Rosa Film" dava come ultimato l'intero ciclo basato sui 5 romanzi. Nello stesso periodo, però, si aggravava per la cinematografia italiana la crisi che per tutti gli anni 20 ne avrebbe compromesso l'esistenza, rendendo vani gli appelli alla «necessità di riconquista nei mercati stranieri, essendo passato il tempo in cui il solo fatto di essere italiana era sufficiente a valorizzare la merce». Neppure la costituzione, avvenuta nel gennaio 1919, dell'U.C.I., poté arrestarne la decadenza ed, anzi, forse l'aggravò.
Le riprese delle 5 pellicole che costituirono la serie salgariana della "Rosa Film" (oltre al Corsaro Nero, Jolanda, la figlia del Corsaro Nero, Il figlio del Corsaro rosso, La Regina dei Caraibi ed infine Gli ultimi filibustieri) furono effettuate per lunghi periodi in Sicilia ed in Spagna, con un considerevole impegno finanziario. La serie di film venne presentata tutta insieme nel settembre - ottobre 1921 al visto della censura, e queste furono le ultime pellicole ad essere prodotte dall'impresa milanese che in seguito, come tante altre aziende italiane del settore, cessò l'attività, nonostante che, ancora nella prima metà del 1921, si parlasse di una sua collaborazione con la "Éclair" e dell'apertura di una filiale a Parigi.

## Accoglienza
Sono scarse le notizie sulla diffusione di questo primo film del ciclo salgariano, la cui distribuzione era stata affidata alla milanese "Felix Film" e che, in generale, non riscosse apprezzamenti. Solo nel 1923 comparve una recensione non particolarmente benevola della pellicola, definita «un tentativo mancato di riduzione cinematografica [che] richiedeva impiego di mezzi e masse più grandi e particolari più curati per non incorrere nel ridicolo. Sono forse verosimili battaglie navali svolte a due passi dalla costa che si svela ricca di abitazioni e non certo selvaggia come quella di Maracaibo ?».
Nessuna delle 5 pellicole del ciclo salgariano della "Rosa Film" risulta oggi reperibile: Il Corsaro Nero, è quindi considerato un film perduto.